# Адриен Манглард
Адриен Манглард (на френски: Adrien Manglard) е френски художник маринист.

## Биография
Роден е на 10 март 1695 г. (или 1685 г.) в град Лион, Кралство Франция, първороден син на Едмонд (наричан Ейме) Манглард и Катрин Роза дю Перие (или Дюперие), сключили брак 21 май 1683 г. в базиликата „Свети Мартин д'Еней“. Кръстен е в църквата „Свети Винсент“ на 12 март същата година. Баща му също е художник и е роден в Париж. Майка му е дъщеря на продавач на книги. И двамата му родители са без бащи. Семейство Адриен има още две деца.
Семейството претърпява икономическите последици от глада, причинен от изключително студеното време на Малкия ледников период, което довежда до „седемте болни години“ в Шотландия и забележително студения Голям мраз от 1709 г. във Франция, като последващият глад води до 600 000 смъртни случая до края на 1710 г. във Франция. През 1707 г. двамата братя на Манглар, Пиер и Даниел, са оставени в Лионската благотворителна болница, сиропиталище в Лион, където са приети като délaissés (изоставени).
След като учи при Адриаен ван дер Кабел в Лион, Манглард се премества от там в Авиньон или Марсилия, където учи при художника от Картузи, Йозеф Габриел Имберт (1666 – 1749). През 1715 г. Манглард се премества в Рим като турист. Той не е под закрилата на Френската академия, която го приема за пълноправен член през 1736 г. През 1722 г. той вероятно вече се радва на известна степен на слава в Рим. Манглард започва да се радва на покровителството на забележителни комисари поне от средата на 1720-те. През 1720-те започва да работи за Савойското херцогство, на което изпраща две картини през 1726 г. Талантът на Манглард като морски художник позволява кариерата му бързо да напредва: сред престижните клиенти са Виктор Амадей II, херцог на Савойя и крал на Пиемонт, който купува две съвпадащи парчета от него през 1726 г. и Филип, херцог на Парма. Само Филип поръчва на Манглард над 140 картини за украса на дворците му. Манглард се радва и на покровителството на най-важните римски фамилии, включително Колона, Орсини, Рондани, Роспильози и Киджи. За Киджи прави стенопис на две стаи на „Piano Nobile“ на Палацо Киджи, днес официална резиденция на министър-председателя на Италия. В Рим Манглард учи с Бернардино Ферджиони, преди бързо да се издигне до славата на пейзажист. Манглард се фокусира върху това, което ще се превърне в неговото поле на опит в Рим, а именно морските изгледи. Прави изследвания на кораби, турци и дори камили. Манглард често изобразява пристанища и пристани в пейзажните си картини. Фигури като маври и камили отразяват екзотиката на големите италиански пристанища.
Манглард е обучен от холандски пейзажист от „Златния век“ (Кабел), който сам е пътувал до Италия. Там неговият стил е повлиян от местното училище в Болонезе. По този начин Манглард влиза в контакт първо с холандския стил на пейзажна живопис от „Златния век“, с известно италианско влияние на Кабел, за да се премести в самата Италия в ранните си двадесет години и да бъде повлиян от известните римски художници от периода включително художниците от кръга на скулптора Пиер Легрос, като Себастиано Конка и Каспар ван Вител. Морските картини на Манглард съчетават „идеализираните, класически пейзажи на Клод Лорен с острия реализъм на северните модели“.

## Галерия
- Морско пристанище, Музей на историята на изкуството, Виена
- Марин, Музей на изящните изкуства, Лион
- Средиземноморско пристанище, Дворец музей Крал Йоан III, Варшава
- Краят на бурята, Музей за изкуство и археология на Перигор, Периге
- Устие с пристанище, Музей на изящните изкуства, Будапеща
- Морско пристанище, Музеят Фог, Кеймбридж, Масачузетс
- Крайбрежен пейзаж с рибари, частна колекция, неизвестно местоположение
- Ембаркадеро, Кръгът на Адриен Манглард, Музей на изящните изкуства, Валенсия
- Средиземно пристанище, частна колекция, неизвестно местоположение